# Pamid
Pamid är en blå vindruva med bulgariskt ursprung som har odlats sedan antiken. Pamid förekommer idag i större utsträckning i Bulgarien, Serbien, Kroatien, Bosnien och Hercegovina, Nordmakedonien, Montenegro, Slovenien, Albanien, Turkiet, Grekland, Ungern och Rumänien.